# Markwaard van Annweiler

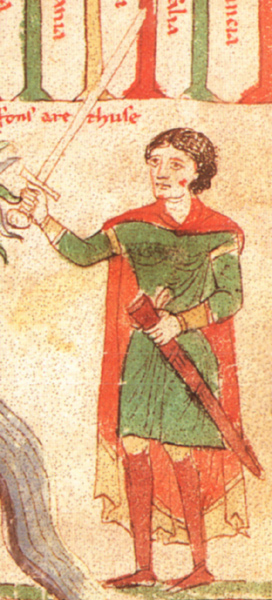
Markwaard in Liber ad honorem Augusti, Folio 142r

Markwaard van Annweiler (Duits: Markward, Italiaans: Marcovaldo, gestorven september 1202) was een Duitse legerleider die in het kielzog van keizer Hendrik VI aan het einde van de 12e eeuw in Sicilië was terechtgekomen. Na de dood van de keizer probeerde hij zich op te werpen als beschermheer van de minderjarige Frederik II, toen koning van Sicilië en later keizer van het Heilig Roomse Rijk.
Na de dood van Hendrik VI in 1197 en van zijn weduwe Constanza in 1198 verviel Sicilië in anarchie. Paus Innocentius III was aangesteld als voogd van Frederik II maar de pauselijke legaten die hij naar Sicilië stuurde, konden daar weinig aanrichten. De macht was in handen van een kroonraad van familiaren. Markwaard van Annweiler vatte het plan op om de jonge Frederik II gevangen te nemen en als zijn beschermheer macht te verwerven in Sicilië. In juni 1200 belegerde Markwaard Palermo, maar Frederik II werd tijdig in veiligheid gebracht naar Messina.

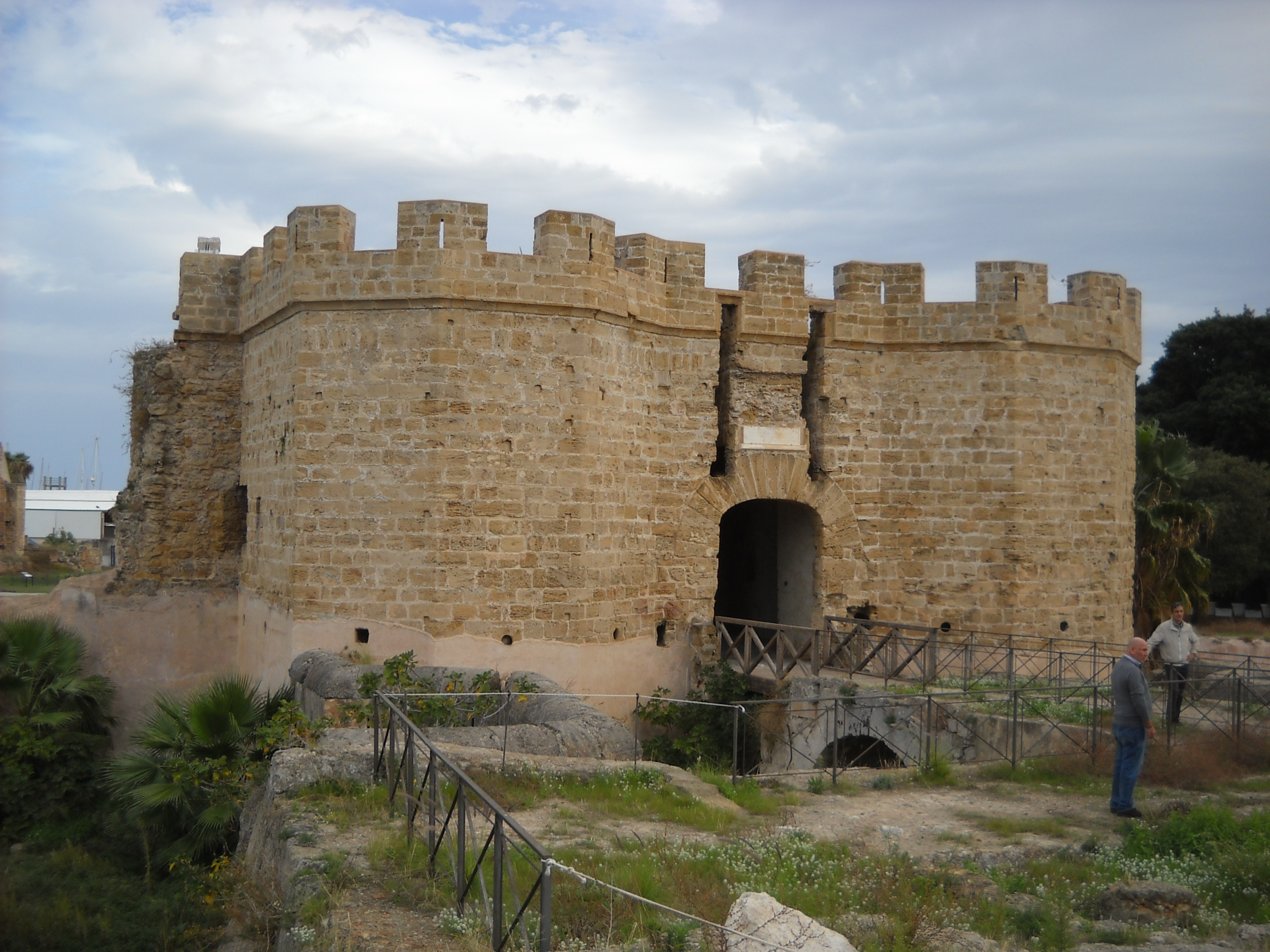
Het Castello a Mare (Palermo)

In november van dat jaar sloot Markwaard een overeenkomst met bisschop Walter van Pagliara, de kanselier van Sicilië. Markwaard werd opgenomen in de kroonraad. De macht werd verdeeld tussen Markwaard, die het bestuur over Sicilië kreeg, en Walter, die het bestuur over het vasteland kreeg. Een jaar later kreeg Markwaard Frederik II toch in handen. Markwaard belegerde opnieuw Palermo en Frederik II en zijn getrouwen verschansten zich in het Castello a Mare. Door list en omkoping slaagde Markwaard er op 1 november 1201 in het kasteel binnen te dringen en de zesjarige Frederik II, die zich hevig verzette, gevangen te nemen. Bisschop Walter van Pagliara werd onder meer voor zijn dubieuze rol in deze zaak geëxcommuniceerd door de paus. Markwaard spande zich daarna in om het hele eiland onder zijn controle te krijgen. Messina was in 1202 nog de enige stad die hem niet erkende. Op weg naar Messina overleed Markwaard aan nierstenen. 
Na zijn dood kwam Frederik II gedurende enkele jaren onder invloed van de Duitse grootkapitein Willem van Capparone.